# Mühlbach im Pinzgau
Mühlbach im Pinzgau ist ein Dorf und eine Katastralgemeinde von Bramberg am Wildkogel. Der Ort gehört zum Bezirk Zell am See und liegt im Westen des Landes Salzburg in Österreich.

## Geografie
Die Katastralgemeinde liegt im Oberpinzgau am Südfuß des 2225 m hohen Wildkogels im Gemeindegebiet von Bramberg und westlich der Gemeinde Hollersbach im Pinzgau. Durch Mühlbach fließt der gleichnamige Bach, der als einer der wenigen Zuflüsse des Oberpinzgaues aus nördlicher Richtung in die Salzach mündet. Sein Tal verläuft vom Ort Mühlbach flussaufwärts in einem Bogen erst in nördlicher Richtung und schwingt sich dann nach Westen hinter den Wildkogel.

## Geschichte
Im Altertum war das Gebiet ein Zentrum des Kupfererzabbaus. Mühlbach im Pinzgau war zeitweise Sitz der Berghauptmannschaft. Der Bergbau in Mühlbach wurde 1425 das erste Mal urkundlich erwähnt und war bis zum Verkauf der Minen an den Erzbischof von Salzburg 1638 im Besitz der Augsburger Familie Mannlich. 1863 wurde der Bergbau eingestellt, spätere Wiederbelebungsversuche scheiterten. Allerdings existieren noch zahlreiche Haus- und Hofnamen, die auf die Vergangenheit hindeuten, so beispielsweise „Knappenstubn“, „Öfner“, „Grubenhüter“, „Schmirber“, „Verwalter“, „Handelsschmied“ und andere mehr. Sehenswert ist das Gebäude, in dem früher die k. u. k. Forstverwaltung untergebracht war. Dieses Gebäude ist heute Sitz der „Bergbauforschung Bramberg“, einem montanhistorischen Verein, der sich mit der Erforschung des Bergbaues im Oberpinzgau befasst.

## Verkehr
Für den Autoverkehr ist der Ort durch die Bundesstraße 165 erschlossen.
Im öffentlichen Nahverkehr machen im Rahmen des Salzburger Verkehrsverbundes in Mühlbach sowohl Postbusse in Richtung Krimml und Zell am See Halt als auch die schmalspurige Pinzgauer Lokalbahn, über die in Zell am See Anschluss an das österreichische Hauptbahnnetz der ÖBB besteht.

## Sport und Freizeit
Mühlbach im Pinzgau besitzt mit dem SC Mühlbach einen eigenen Fußballverein, der in der 1. Landesliga-Süd und damit in der höchsten Liga des Bundeslandes Salzburg spielt. Weiters gibt es in Mühlbach ein öffentliches Freibad und Möglichkeiten zum Wintersport. Zudem liegt der Ort am Tauernradweg, einem österreichischen Fernradweg.